# Stephen Laybutt
Stephen Laybutt (3. září 1977 Lithgow, Austrálie – 13. ledna 2024 Cabarita Beach, Austrálie) byl australský fotbalista.

## Reprezentace
Stephen Laybutt odehrál 15 reprezentačních utkání. S australskou reprezentací se zúčastnil Oceánského poháru národů roku 2000 a roku 2004.

## Statistiky
| Roky   | Záp. | Góly |
| ------ | ---- | ---- |
| 2000   | 8    | 1    |
| 2001   | 2    | 0    |
| 2002   | 0    | 0    |
| 2003   | 1    | 0    |
| 2004   | 4    | 0    |
| Celkem | 15   | 1    |

## Osobní život
Po skončení hráčské kariéry se Laybutt přiznal k homosexualitě. Od roku 2021 pracoval na rehabilitačním oddělení v Nemocnici sv. Vincenta v Sydney. Tam se seznámil s pacientem Ianem Paveyem, kterému daroval ledvinu.
Dne 13. ledna 2024 byl Laybutt nahlášen jako pohřešovaný. O den později 14. ledna 2024 byl nalezen mrtvý v buši nedaleko od města Cabarita Beach v Novém Jižním Walesu.